# هولابک گرل
«هولابک گرل» (انگلیسی: Hollaback Girl) ترانه‌ای از خواننده آمریکایی گوئن استفانی از نخستین آلبوم انفرادی‌اش، عشق. فرشته. موسیقی. بچه. (۲۰۰۴) است. این یک ترانه هیپ هاپ است که از موسیقی هیپ هاپ و رقص دهه ۱۹۸۰ تأثیر می‌گیرد. این ترانه توسط استفانی، فارل ویلیامز و چاد هوگو نوشته شده‌است و دو نفری آخری به عنوان د نپتونز ترانه را تهیه کرده‌اند. این ترانه در ۱۵ مارس ۲۰۰۵ به‌عنوان سومین تک‌آهنگ آلبوم منتشر شد و به یکی از عامه‌پسندترین ترانه‌ها در همان سال تبدیل شد و در موقعیت‌های برتر جدول فروش بسیاری از کشورها قرار گرفت. ترانه به رتبه یک استرالیا و ایالات متحده آمریکا رسید، جایی که یک ترانه برای نخستین بار به فروش یک میلیون نسخه از طریق دانلود موسیقی رسید.
«هولابک گرل» چندین نامزدی جایزه‌های مختلف از جمله بهترین اجرای آوازی پاپ زن و ضبط سال در چهل و هشتمین دوره جوایز گرمی را دبه دست آورد؛ با این حال، هر دو دسته‌بندی را از دست داد. ترانه نقدهای مجزایی از منتقدان موسیقی پاپ دریافت کرد، برخی این ترانه را با ستایش از تولید مینیمالیستی آن ستایش و برخی دیگر آن را شرم آور اعلام کردند.